# یاسوکو ماتسویوکی
یاسوکو ماتسویوکی (انگلیسی: Yasuko Matsuyuki؛ زاده ۲۸ نوامبر ۱۹۷۲) بازیگر اهل ژاپن است. از فیلم‌هایی که وی در آن نقش داشته است، می‌توان به وکسیل اشاره کرد.